# Carlik Jones
Carlik Jones (Cincinnati, 23 dicembre 1997) è un cestista statunitense naturalizzato sudsudanese.

## Carriera
Trascorse le stagioni universitarie tra i Radford Highlanders e i Louisville Cardinals, il 23 agosto 2021, dopo non essere stato scelto al Draft NBA, firma con i Dallas Mavericks un contratto valido per il training camp, da cui viene tagliato il 15 ottobre seguente. Incluso successivamente nel roster dei Texas Legends, club di NBA G League affiliato alla squadra texana, il 23 dicembre firma un contratto di dieci giorni con i Mavericks.
Durante il Campionato mondiale maschile di pallacanestro 2023, con la maglia del Sud Sudan, Jones diventa il giocatore con la media assist (10,4) più alta della fase finale di un mondiale, eguaglia il record di Toni Kukoč per il maggior numero di assist (15) in una partita di un mondiale e diventa l'unico giocatore della storia a registrare almeno 10 assist in tre partite di un mondiale, contribuendo alla storica qualificazione della sua nazionale alle Olimpiadi 2024.

## Statistiche

### NCAA
| Anno      | Squadra              | PG  | PT  | MP   | TC%  | 3P%  | TL%  | RP  | AP  | PRP | SP  | PP   |
| --------- | -------------------- | --- | --- | ---- | ---- | ---- | ---- | --- | --- | --- | --- | ---- |
| 2017-2018 | Radford Highland.    | 36  | 26  | 30,4 | 41,3 | 30,5 | 76,7 | 3,9 | 3,1 | 1,1 | 0,2 | 11,8 |
| 2018-2019 | Radford Highland.    | 31  | 30  | 34,2 | 46,3 | 24,7 | 75,8 | 5,2 | 5,8 | 1,7 | 0,1 | 15,7 |
| 2019-2020 | Radford Highland.    | 32  | 31  | 33,0 | 48,8 | 40,9 | 81,4 | 5,1 | 5,5 | 1,4 | 0,2 | 20,0 |
| 2020-2021 | Louisville Cardinals | 19  | 19  | 37,6 | 40,2 | 32,1 | 81,5 | 4,9 | 4,5 | 1,4 | 0,1 | 16,8 |
| Carriera  | Carriera             | 118 | 106 | 33,3 | 44,7 | 32,5 | 79,0 | 4,7 | 4,7 | 1,4 | 0,1 | 15,9 |

#### Massimi in carriera
- Massimo di punti: 33 (2 volte)[5]
- Massimo di rimbalzi: 11 (2 volte)
- Massimo di assist: 11 (2 volte)
- Massimo di palle rubate: 6 vs Winthrop (2 marzo 2018)
- Massimo di stoppate: 2 vs High Point (7 febbraio 2018)
- Massimo di minuti giocati: 44 vs Duke (27 febbraio 2021)

### NBA

#### Regular season
| Anno      | Squadra          | PG | PT | MP  | TC%  | 3P%  | TL%  | RP  | AP  | PRP | SP  | PP  |
| --------- | ---------------- | -- | -- | --- | ---- | ---- | ---- | --- | --- | --- | --- | --- |
| 2021-2022 | Dallas Mavericks | 3  | 0  | 6,3 | 0,0  | 0,0  | 100  | 1,0 | 1,7 | 0,3 | 0,0 | 0,7 |
| 2021-2022 | Denver Nuggets   | 2  | 0  | 2,0 | 50,0 | -    | -    | 0,0 | 0,0 | 0,0 | 0,0 | 1,0 |
| 2022-2023 | Chicago Bulls    | 7  | 0  | 8,0 | 40,0 | 50,0 | 62,5 | 0,7 | 0,9 | 0,3 | 0,0 | 2,9 |
| Carriera  | Carriera         | 12 | 0  | 6,6 | 29,2 | 42,9 | 70,0 | 0,7 | 0,9 | 0,3 | 0,0 | 2,0 |

#### Massimi in carriera
- Massimo di punti: 11 vs Detroit Pistons (9 aprile 2023)[6]
- Massimo di rimbalzi: 3 vs Milwaukee Bucks (16 febbraio 2023)
- Massimo di assist: 3 (2 volte)
- Massimo di palle rubate: 1 (3 volte)
- Massimo di stoppate: -
- Massimo di minuti giocati: 22 vs Milwaukee Bucks (16 febbraio 2023)

### G League
| Anno      | Squadra          | PG | PT | MP   | TC%  | 3P%  | TL%  | RP  | AP  | PRP | SP  | PP   |
| --------- | ---------------- | -- | -- | ---- | ---- | ---- | ---- | --- | --- | --- | --- | ---- |
| 2021-2022 | Texas Legends    | 43 | 43 | 34,7 | 46,0 | 31,8 | 83,0 | 4,8 | 7,4 | 1,2 | 0,3 | 20,9 |
| 2022-2023 | Windy City Bulls | 43 | 42 | 37,3 | 48,7 | 36,9 | 75,7 | 4,8 | 7,1 | 1,5 | 0,2 | 23,5 |
| Carriera  | Carriera         | 86 | 85 | 36,0 | 47,4 | 34,8 | 79,7 | 4,8 | 7,2 | 1,4 | 0,2 | 22,2 |

### Eurolega
| Anno      | Squadra  | PG | PT | MP   | TC%  | 3P%  | TL%  | RP  | AP  | PRP | SP  | PP   |
| --------- | -------- | -- | -- | ---- | ---- | ---- | ---- | --- | --- | --- | --- | ---- |
| 2024-2025 | Partizan | 34 | 23 | 27,0 | 46,1 | 31,9 | 85,2 | 3,2 | 5,4 | 1,0 | 0,1 | 14,1 |
| Carriera  | Carriera | 34 | 23 | 27,0 | 46,1 | 31,9 | 85,2 | 3,2 | 5,4 | 1,0 | 0,1 | 14,1 |

## Palmarès

### Squadra
- Campionato serbo: 1

Partizan: 2024-25
- Lega Adriatica: 1

Partizan: 2024-25

### Individuale
- NBA G League Most Valuable Player Award (2023)